# Classeya preissneri
Classeya preissneri là một loài bướm đêm trong họ Crambidae.